# Issachar
Issachar (hebr. יִשָּׂשכָר) – bohater biblijny pojawiający się w Starym Testamencie w początkowych księgach historycznych. 
Był synem Jakuba i Lei, od którego wywodzi się jedno z pokoleń Izraela. Według tradycji miał dożyć 122 lat.